# Matadero de Zamora
El antiguo Matadero de Zamora es un conjunto de edificios de una planta que poseían instalaciones que funcionaron como matadero de ganado desde el año 1920 hasta los años ochenta en la ciudad de Zamora. Fue ideado por los arquitectos municipales de Zamora: Enrique Crespo Álvarez y Francisco Herranz. El conjunto de instalaciones industriales poseía zonas de administración, las naves de matanza, las de oreo y mondonguería. El estado de abandono en el que quedó en 1980 hizo que el Ayuntamiento iniciara un proyecto de rehabilitación mediante un concurso de ideas.

## Historia
En los años veinte el Ayuntamiento de Zamora decide no ampliar más el matadero ubicado junto a la plaza de toros y decide realizar uno nuevo en el barrio de San Lázaro. Realiza el encargo a los arquitectos municipales Enrique Crespo Álvarez y Francisco Herranz.  
En 1993 el Ayuntamiento lanza un concurso de ideas con el objeto de poner en nuevo uso los edificios del antiguo matadero de Zamora. Las primeras ideas apuntaban a Centro de Adultos y biblioteca municipal. En el 2000 es el arquitecto Miguel Ángel González Calvo el que realiza un diseño de viviendas sociales dando uso a parte de los edificios. En 2006 parte de los diseños se encuentran pendientes de ejecutar. 